# Albwin
Albwin, Elpin, Albuin – męskie imię germańskie, notowane w Polsce od średniowiecza w formie Elpinus (< Albwin), Elbnicus (< Albwin + -icus), a także skróconej formie Albin (której zapisy mogły także dotyczyć imienia Albin). Pierwszy człon imienia, Alb– (stwniem. alb, śrwniem. alp) oznacza „elf”; człon ten występował również m.in. w wariancie Elb- oraz Alw-. Drugi człon, -win (stwniem., stsas. wini), oznacza „przyjaciel”. Imię to można rozumieć jako „przyjaciel elfów”. 
Staropolskie zdrobnienia od imion z pierwszym członem Alb- to m.in.: Albasz, Albosz, Albiszek, Albiszko. Jedną ze skróconych form Albwina jest Alwin, który może stanowić także skróconą formę Adalwina.  
Albwin, Elpin imieniny obchodzi 5 lutego, jako wspomnienie św. Albwina, biskupa w Seben, a następnie Brixen.

## Mężczyźni o imieniu Albwin
- Alboin lub Albuin — najstarszy syn Aio, prawdopodobnego księcia Friuli, który otrzymał Friuli i Vicenzę